# 紐堡 (密蘇里州)
紐堡（英語：Newburg）是位於美國密蘇里州費爾普斯縣的城市。

## 人口
根據2020年美國人口普查的數據，紐堡的面積為1.69平方千米，當中陸地面積為1.67平方千米，而水域面積為0.02平方千米。當地共有人口333人，而人口密度為每平方千米197人。